# Настася Бърнет
Настася Бърнет (на италиански: Nastassja Burnett) е италианска тенисистка, родена на 20 февруари 1992 г. Най-високата ѝ позиция в ранглистата за жени на WTA е 135 място, постигнато на 9 юли 2012 г. В турнирите от календара на ITF има 2 титли на сингъл.